# Сиверс, Михаил Александрович
Михаи́л Алекса́ндрович Си́верс (1834—1915) — русский военный и общественный деятель. Генерал от артиллерии (1900).

## Биография
Родился 25 октября (6 ноября) 1834 года в семье генерал-майора А. И. Сиверса, внук генерал-лейтенанта И. Х. Сиверса.
В службу вступил в 1849 году. Участник Крымской войны. В 1854 году после окончания Михайловского артиллерийского училища был произведён в прапорщики, в 1855 году в подпоручики, переименован в прапорщики гвардии; в 1860 году произведён в поручики гвардии, в 1864 году в штабс-капитаны гвардии, в 1866 году в капитаны.
Окончил Михайловскую артиллерийскую академию по 1-му разряду и 16 апреля 1867 года был произведён в полковники с назначением командиром батареи 1-й гвардейской артиллерийской бригады.
С 1877 года — командир 2-й лейб-гвардии артиллерийской бригады, с которой участвовал а русско-турецкой войне и за храбрость 1 января 1878 года был награждён чином генерал-майора и Золотой саблей; с 8 ноября 1879 года — генерал-майор свиты Е.И.В.
В30 августа 1888 года был произведён в генерал-лейтенанты с назначением начальником артиллерии 4-го армейского корпуса, через год стал начальником артиллерии 13-го армейского корпуса, с 1892 года — начальником артиллерии 18-го армейского корпуса.
В 1896 году был назначен начальником 24-й пехотной дивизии, с 1897 года — начальником 23-й пехотной дивизии; 9 апреля 1900 года был произведён в генералы от артиллерии с назначением членом Александровского комитета о раненых.
Вышел в отставку в 1906 году.
Умер 6 (19) февраля 1915 года.

## Награды
- орден Святого Станислава 3-й степени (1863)
- орден Святой Анны 3-й степени  (1865)
- орден Святого Станислава 2-й степени с Императорской короной (1867)
- орден Святого Владимира 4-й степени (1871)
- орден Святой Анны 2-й степени (1869; Императорская корона — 1873)
- орден Святого Владимира 3-й степени с мечами (1878)
- орден Святого Станислава 1-й степени с мечами (1878)
- Золотое оружие «За храбрость» (1878)
- орден Святой Анны 1-й степени  (1883)
- орден Святого Владимира 2-й степени  (1887)
- орден Белого орла (1896)
- орден Святого Александра Невского (1904)

## Семья
Первый раз женился 12 января 1868 года на Надежде Григорьевне Бланк (31.03.1850—13.10.1896, Санкт-Петербург) — дочери статского советника Григория Борисовича Бланка (1811—1889) и Натальи Васильевны (урожд. Карцева; 1826—1906). Их дети:
- Александр (1868 — после 1931), генерал-лейтенант.
- Надежда (29.12.1869 — ?), в 1886 году выпущена из Смольного института; была замужем (с 20.10.1902) за капитаном 2-го ранга М. И. Дуниным-Борковским (1878—?).
- Наталья (20.01.1871–1969), как и старшая сестра была воспитанницей Смольного института (вып. 1887 г.)
- Елизавета (19.09.1876—?)
- Михаил (10.05.1885—1911)

Вторая жена (с 28.09.1908) — Софья Александровна Пиковская (Лось), вдова штабс-капитана.